# Allested Sogn
Allested Sogn er et sogn i Fåborg Provsti (Fyens Stift).
I 1800-tallet var Vejle Sogn anneks til Allested Sogn. Begge sogne hørte til Sallinge Herred i Svendborg Amt. Allested-Vejle sognekommune blev ved kommunalreformen i 1970 indlemmet i Broby Kommune, der ved strukturreformen i 2007 indgik i Faaborg-Midtfyn Kommune.
I Allested Sogn ligger Allested Kirke. Byen Allested-Vejle deles om de to sogne.
I sognet findes følgende autoriserede stednavne:
- Allested (bebyggelse, ejerlav)
- Allestedskov (bebyggelse)
- Gulfelt (bebyggelse)
- Hovgyden (bebyggelse)
- Lindholmsgyden (bebyggelse)
- Ny Allested (bebyggelse)
- Radby (bebyggelse)
- Tegldamsgyde (bebyggelse)